# Tomopleura regina
Tomopleura regina é uma espécie de gastrópode do gênero Tomopleura, pertencente a família Borsoniidae.